# Беспёрые морские свиньи
Беспёрые морски́е сви́ньи (лат. Neophocaena) — род зубатых китов из семейства морских свиней.

## Классификация
База данных Американского общества маммологов (ASM Mammal Diversity Database) признаёт три вида беспёрых морских свиней.
| Иллюстрация | Вид                                                            | Распространение |
| ----------- | -------------------------------------------------------------- | --- |
|             | Восточноазиатская морская свинья (Neophocaena asiaeorientalis) | Населяет бассейн реки Янцзы в Китае. |
|             | Беспёрая морская свинья (Neophocaena phocaenoides)             | Обитает в тёплых прибрежных водах большей части Индийского океана, а также в тропиках и субтропиках Тихого океана, от Индонезии на севере до Тайваньского пролива на юге. |
|             | Японская морская свинья (Neophocaena sunameri)                 | Вид распространён от Тайваньского пролива на севере до Жёлтого моря на юге; на востоке ареал доходит до восточного побережья Японии.                                      |

Исторически беспёрые морские свиньи оставались малоизученными, и до недавних пор их объединили в один вид N. phocaenoides. Малоизученность рода объясняется небольшим размером его представителей, отсутствием у них спинного плавника, избеганием ими лодок и коротким периодом всплывания на поверхность. В Тайваньском проливе и прилегающих водах N. phocaenoides и N. sunameri симпатричны между собой, из-за чего их идентификация на этой территории ещё больше усложняется.
С получением новым сведений по генетике и морфологии, в 2008 году единый вид N. phocaenoides был разделён на N. phocaenoides и N. asiaeorientalis; в 2018 году из N. asiaeorientalis выделили вид N. sunameri.